# 서울응암초등학교
서울응암초등학교는 대한민국 서울특별시 은평구 응암동에 있는 공립 초등학교이다.

## 연혁
- 1962년 11월 12일 서울응암국민학교 개교(15학급)
- 1969년 3월 5일 북가좌국민학교(10학급) 분리 이관
- 1973년 3월 1일 역촌국민학교(600명) 이관
- 1973년 8월 1일 연가국민학교(765명) 이관
- 1980년 9월 18일 신사국민학교(410명) 이관
- 1983년 9월 10일 연은국민학교(1,444명) 이관
- 1990년 12월 31일 컴퓨터실 개관
- 1994년 11월 11일 학교 급식실 개관
- 1998년 2월 2일 교단선진화교구설치(7교실)(프로젝션TV, 컴퓨터, 비디오)
- 1998년 9월 12일 무인 경비시스템 설치
- 2006년 12월 20일 신관 화장실 개선 공사
- 2008년 9월 1일 은명초등학교 개교로 인한 학생 이관(230명)
- 2008년 12월 9일 개축공사 완공(BTL사업)
- 2009년 5월 27일 학교 개축교사 개관 기념식
- 2010년 1월 27일 교육과학기술부 장관 돌봄교실 방문
- 2012년 3월 1일 외벽시계 설치, Wee센터 설치, 교직원 휴게실 설치, 방송 기계 정비
- 2013년 3월 29일 유도부 창단
- 2019년 2월 15일 제54회 졸업식(졸업생 124명)
- 2019년 3월 1일 병설유치원 개원(4학급 64명 편성)
- 2019년 9월 1일 제16대 김윤희 교장 취임
- 2020년 2월 12일 제55회 졸업식(졸업생 141명, 총 35,750명)
- 2020년 3월 1일 2020학년도 35학급 편성 (특수학급 3학급 포함)
- 2021년 2월 9일 제 56회 졸업식(졸업생 116명,총35,866명)

## 참고 자료
- 서울응암초등학교 - 한국교육학술정보원 학교알리미